# Voo All Nippon Airways 60
O voo All Nippon Airways (ANA) 60 (全日空60便, Zennikkū 60 Bin) foi um voo comercial doméstico operado por um Boeing 727-81 do Aeroporto de Chitose, em Sapporo, para o Aeroporto Internacional Haneda, em Tóquio. Em 4 de fevereiro de 1966, todas as 133 pessoas a bordo morreram quando o avião caiu misteriosamente na Baía de Tóquio cerca de 10,4 km (6,46 mi) de Haneda em condições de tempo claro durante uma abordagem noturna. O acidente foi o pior envolvendo uma única aeronave até aquele momento.

## Passageiros e tripulantes
A aeronave transportava 126 passageiros e sete tripulantes. A maioria dos passageiros estava retornando do Festival Anual de Neve de Sapporo, 600 mi (966 km) ao norte de Tóquio.

## Descrição do acidente
Voando em tempo claro, o voo ANA 60 estava a poucos minutos do Aeroporto de Haneda, quando seu piloto transmitiu por rádio que pousaria visualmente sem instrumentos. Então o avião desapareceu dos radares.
Os moradores da costa e o piloto de outro avião disseram ter visto chamas no céu por volta das 19 horas, no momento em que o avião aterrissaria. Então, pescadores e barcos da Força de Defesa Japonesa começaram a recolher corpos das águas turvas da baía. Haviam pegado aproximadamente 20 quando um porta-voz da empresa aérea anunciou que a fuselagem havia sido encontrada com dezenas de corpos dentro. Disse que isso levou à crença de que todos a bordo estavam mortos. Ganchos de um barco da Guarda Costeira trouxeram os destroços.
A cauda da aeronave, incluindo pelo menos dois dos três motores, o estabilizador vertical e o estabilizador horizontal, foram recuperados praticamente intactos. O restante da aeronave praticamente se desintegrou com o impacto. O número de mortos em 133 fez do acidente o acidente de aeronave única mais mortal do mundo na época, bem como o segundo acidente aéreo mais mortal em geral, atrás da colisão no ar em Nova York em 1960. A causa do acidente nunca foi determinada.

## Série de acidentes
Este acidente foi um dos cinco desastres aéreos fatais — quatro comerciais e um militar — no Japão em 1966. Um mês após o desaparecimento do voo ANA 60, o voo Canadian Pacific Air Lines 402, um Douglas DC-8, acendeu as luzes de aproximação e um paredão em Haneda, matando 64 dos 72 a bordo. Menos de 24 horas depois, o voo BOAC 911, um Boeing 707, foi realmente fotografado enquanto passava pelos destroços ainda fumegantes do jato canadense e depois se separou algumas horas depois, durante o voo acima do Monte Fuji – por causa da turbulência de ar claro – logo após a decolagem, matou todos os 124 passageiros e tripulantes. Um Convair 880-22M da Japan Air Lines caiu e matou cinco pessoas em 26 de agosto. Finalmente, o voo All Nippon Airways 533 caiu e matou 50 pessoas em 13 de novembro. O efeito combinado desses cinco acidentes abalou a confiança do público na aviação comercial no Japão, e a Japan Airlines e a All Nippon Airways foram forçadas a reduzir alguns serviços domésticos devido à demanda reduzida.